# ماركوس أوريليوس
ماركوس أوريليوس أنطونينوس أغسطس أو مُرْقُس أُورُلْيُوس أَنْطُنْيَنْس أُغُسْطُس (باللاتينية: Marcus Aurelius Antoninus Augustus) (26 أبريل 121 - 17 مارس 180) هو فيلسوف رواقي وإمبراطور الروم السادس عشر (161 - 180) وخامس الأباطرة الأنطونيين الرومان. وهو أبو الإمبراطور قومودوس. كان هو «خامس الأباطرة الصالحين» حكموا الإمبراطورية الرومانية من 96 إلى 180م، كما أنه يُعتبر من أعيان ورؤوس الفلاسفة الرواقيين. تولى مُلْك الإمبراطورية الرومية بالشراكة مع أخيه المُتبنى لوسيوس فيروس من 161م وحتى وفاة فيروس في 166م، ومن ثم مع ابنه قومودوس منذ عام 177م.
الوحيد الذي أُطلق عليه إسم الفيلسوف من بين القياصرة الروم، كان مجتهداً بالفلسفة الرواقية، إنتشرت مصنفاته الفلسفية الشخصية والتي سُميت لاحقاً بالتأملات مصدراً هاماً للمفهوم الحديث للفلسفة الرواقية القديمة، والتي مازالت تعتبر من قبل الكثيرين من أهل التاريخ كأحد أجَلّْ المصنفات الفلسفية والكتب الأدبية في السياسة والملك.
إنتصرت الإمبراطورية الرومية في عهده على ثورة الأشكانيين في المشرق، حيث أخمد الأرطبون أفيديوس كاسيوس التمرد الذي حدث في العاصمة الأشكانية قطيسفون في عام 164م. ونجح أورليوس في صد غارات القبائل الجرمانية: الماركومانيون والكواديون والسرمثيون، في الغزوات الماركومانية في أوروبا الوسطى إلى بلاد الغال على طول نهر الدانوب. بالرغم من تهديدات القبائل الجرمانية التي بدأت بالتسبب بتدويخ وإزعاج الإمبراطورية.
وبموته في عام 180م إنتهى عصر ما يُعرف بالسلام الرومي، والذي تلاه إضطرابات كثيره في الغرب مَهدت لبداية سقوط الإمبراطورية الرومانية الغربية.

## أصلة ومنشأه

### الإسم
يُعتقد بأن إسمه في صباه كان مرقس أنيوس فيروس (باللاتينية: Marcus Annius Verus)، وأختلفت بعض الأقاويل بصحة إسمه هذا عندما رعاه جده بعد وفاة أبيه، أو عندما بلغ رُشده. ربما كان معروفاً عند ولادته أو في أحد سنين حياته الأولى باسم مرقس أنيوس كتليوس سويرس (باللاتينية: Marcus Annius Catilius Severus). وربما قد دُعي بي مرقس كاتليوس سويرس أنيوس فيروس (باللاتينية: Marcus Catilius Severus Annius Verus). عندما إستلم الإمبراطورية عُرف باسم مرقس إليوس أورليوس فيروس قيصر (باللاتينية: Marcus Aelius Aurelius Verus Caesar)، وبعد فترة من اعتلاءه العرش وحتى هلاكة كان يُعرف بمرقس أورليوس أنطنينس أغسطس (باللاتينية: Marcus Aurelius Antoninus Augustus).

### الأصل والنسب
أسرة ماركوس من شيجة، وهي قريةٌ صغيرة في جنوب شرق قرطبة من أعمال إسبانية. وبرزت أسرتهُ في أواخر القرن الأول الميلادي، كان جد ماركوس الأكبر ماركوس أنيوس فيروس الأول شيخاً وبريتوراً سابق. في عامي 73-74 للميلاد عُين جده ماركوس أنيوس فيروس الثاني بطريقاً أو كاهناً. تزوج والده ماركوس أنيوس فيروس الثالث بدومطيا لوسيلا.
لوسيلا هي ابنة أحد البطارقة، والدتها دومطيا لوسيلا الكبرى ورثت أموالاً كثيرة من جد أمها وجد أبيها المتبنى. وقد حصلت لوسيلا الصغرى قدراً من هذه الثروة من أمها، بما في ذلك مصنع قرميد في أحد ضواحي رومية الكبرى، وكان يدر عليها أموالًا كثيره حينها عندما أزدهرت رومية الكبرى إزدهاراً عظيماً.

### النشأة

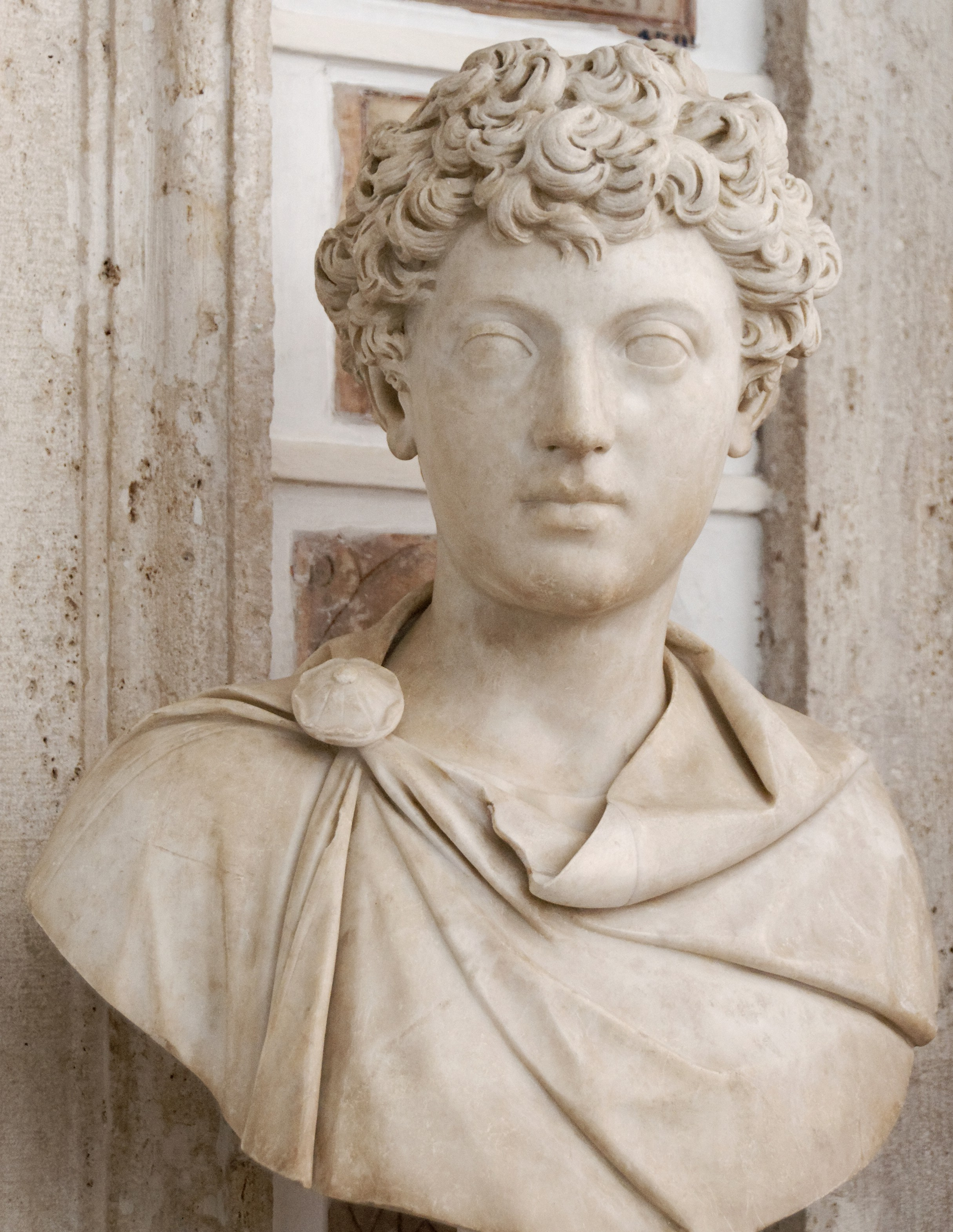
تمثال لماركوس أوريليوس في متاحف كابيتولين، في إيطاليا.

ولد مركوس أورليوس في رومة في 26 أبريل عام 121 للميلاد، وهو الابن الوحيد لماركوس أنيوس فيروس الثالث ودومطيا لوسيلا الصغرى، وله أخت إسمها آنيا كورنِفِكيا فوستينا (باللاتينية: Annia Cornificia Faustina) وكان مولدوها في 122 أو 123 للميلاد. مات أبوه على الراجح في عام 124م عندما كان ماركوس ذو 3 سنين. وبالرغم أنه لم يدرك أباه إلا لثلاث سنين، إلا أنه ذكر في كتاباته[ التأملات] بأنه تعلم «التواضع والرجولة» من ذكرياته لأبيه ومن سمعته بعد وفاته. لم تتزوج أمه لوسيلا وبعد وفاة أبيه، وربما لم تبقى طويلاً مع ابنها ماركوس بسبب العادات الأرستقراطية السائدة المتبعة، وذلك أن ماركوس كان تحت رعاية المؤدبات. يُشيد ماركوس لأمه بتعليمها إياه «التقوى الدينية، والزهد في المأكل»، وبكيفية تجنب «عادات الأثرياء والمترفين». كما يردد ذكر أمه في رسائله ويشير لها بالحِنِّية، وهو ممتن لها، لأنها وكما يقول: «مع أن موتها كان محتوماً وهي يافعة، لكنها قضت آخر أيامها معي».
بعد موت أبيه، رعاه جده لأبيه ماركوس أنيوس فيروس الثاني ، وأشترك في رعايته رجل آخر يُدعى لوكيوس كاتليوس سويرس (باللاتينية: Lucius Catilius Severus). وقد قال ماركوس سويرس بأنه "جده لأمه ". وربما يكون زوج أم لوسيلا الكبرى. نشأ ماركوس في منزل أبويهِ في تل كايليان، وهو مكانٌ يذكرهُ دوماً بشوق بأنهُ ينتمي إليه، وكانت منطقة جميلة، بها بعض البنايات والقصور الأرستقراطية، وكان لجده قصراً على جانب اللاترن، حيث عاش ماركوس شطراً من طفولته هناك.
أشاد ماركوس في كتاباته لجده لتعليمه إياه «الشخصية الجيدة، وتجنب الطباع السيئة». ماركوس كان أقل رأفةً مع عشيقة جده التي أتخذها وعاش معها بعد وفاة زوجته روبيليا فوستينا. اكتشف كاتب سيرة ماركوس الحديث أنتوني بيرلي تلميحاً يدل على توتر جنسي في كتابات ماركوس عن العشيقة، كان ماركوس ممتناً لأنه لم يبقى معها طويلاً، وشكوراً للآلهة لأنه لم يفقد عذريته في الوقت الخاطئ، ولمقاومته لوقت أطول. ومعتزاً بأنه لم يُشبع رغباته مع بنديكتا أو ثيودوتس.

### الحياة العلمية 128-136

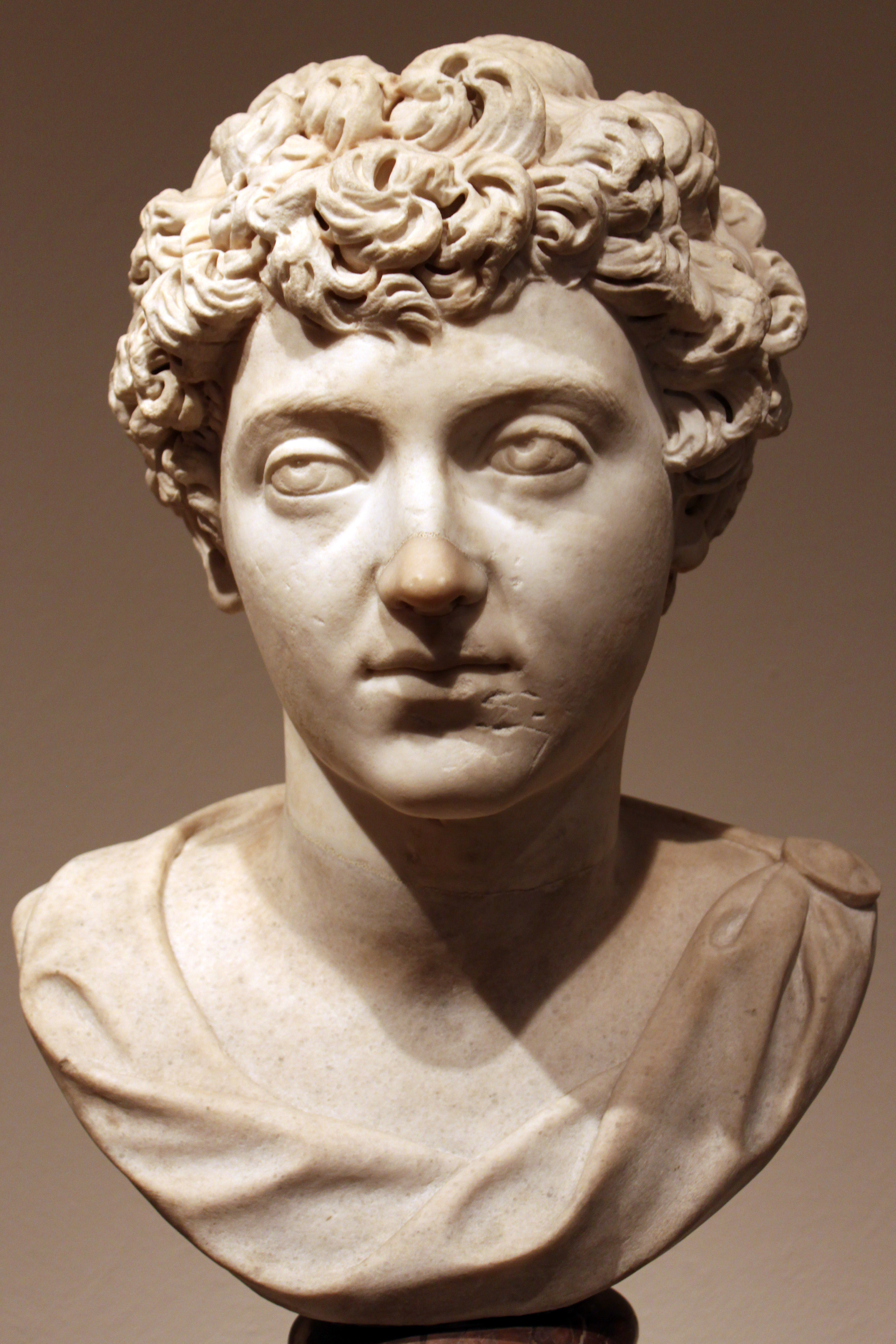
تمثال لولي العهد الشاب ماركوس أوريليوس (138-144م). في متحف ألتيس، برلين، ألمانيا.

بدأ ماركوس الدراسة في سن السابعة على الأرجح، تلقى تعليمه منزلياً كما هو متبع حسب العادات الأرستوقراطية. يشكر ماركوس إلى لوسيوس سيفيروس لتشجيعه إياه بتجنب المدارس العامة. يُعرف 3 ممن قاموا بتدريسه في الصغر وهم: يوفوريك، جيمينوس، وآخر غير مسمى. لم يرد أي ذكر لهؤلاء الثلاثة في المصادر القديمة، ربما لأنهم كانوا عبيداً أو معتقون. وربما قام يوفوريك بتعليم ماركوس أساسيات اللغة الإغريقية لاسمه اليوناني، ويُقال بأنه علم ماركوس الأدب. يوصف جيمينوس على أنه ممثل، ومن المحتمل بأنه علم ماركوس النطق اللاتيني، وفن الخطابة العامة. والآخر كان مسؤولاً عن مراقبته، ورعاية أخلاقه وتطويره بشكل عام. كان ماركوس يتحدث عنه بإعجاب في التأملاتعلمه «بأن أتحمل الألم، وأن أرضى بالقليل، وأن أعمل بنفسي، وأهتم بشؤوني الخاصة، لأن أكون بطيئاً في الاستماع للافتراءات».
في سن الثانية عشر كان جاهزاً للدراسة الثانوية، ويُعرف اثنان من معلميه في هذه المرحلة وهما أندرو (باللاتينية: Andro) عالم هندسة وموسيقي، ودايوغنيتيس (باللاتينية: Diognetus) رسام كبير، كان ماركوس يَكن اعتباراً لدايوغنيتيس ليس فقط لكونه رساماً، ولكن بسبب تعريفه له لنهج فلسفة الحياة، ويذكر ماركوس بأن دايوغنيتيس علمه «بان أتجنب الاندفاع، بأن أرتاب بقصص متكهني الغيب والمحتالين بالأعمال السحرية وطرد الأرواح الشريرة وما إلى ذلك، بأن لا أنخرط في صراع الديوك أو لأن لا ينالني الحماس لمثل هذه الرياضات»، «لأن أذعن بالقول الصريح، ولأن أفقه بالفلسفة»، «لأن أكتب الحوارات الفلسفية في فترة الصبا». في أبريل 132م، أخذ ماركوس رداء وعادات الفلاسفة تحت أمر من دايوغنيتيس، كان يدرس بينما يرتدي عباءة يونانية فظة، وكان ينام على الأرض حتى أقنعته أمه بالنوم على السرير.
في حوالي العام 132 أو 133م، تولى تدريسه ألكسندر كوتايوم وتروسيوس أبر وإوتيتشيوس بروكلوس. لا يعرف إلا القليل عن آخر اثنان، كلاهما يدرسان اللاتينية، ولكن ألكسندر كان أديباً كبيراً، وقد امتن ماركوس له لتعليمه أسلوبه في الأدب.

### خلافة هادريان
في أواخر 136م أوشك الإمبراطور هارديان على الموت إثر نزيف حل به. وبينما كان يتماثل للشفاء في فيلته في تيفولي، اختار -خِلافاً لرغبات الجميع- لوسيوس سيونيوس كوماندوس (والد ماركوس بالتبني) خليفةً وابناً له، وليس من الواضح ما الذي دَفعهُ لاتخاذ هذا القرار، بيد أنه وعلى الأرجح يريد وضع ماركوس -الذي كان صغيراً حينئذ- على سلم العرش. أخذ كوماندوس اسم لوسيوس أيليوس سيزر بعد تبنيه، وكانت صحته سيئة للغاية؛ حيث أنه، وخلال حفل مراسم تنصيبه كخليفة للعرش لم يستطع حمل درعاً كبيراً بمفرده. وبعد مرابطة قصيرة لأيليوس على جبهة الدانوب، عاد إلى روما ليُلقي خطبة في مجلس الشيوخ الروماني في أول يوم في 138م، ولكن في ليلة ما قبل الخطبة اشتد به مرضه، وتوفي على أثر نزيف حل به.
وفي 24 يناير 138م، عَين الإمبراطور هارديان خلفته الجديد أوريليوس أنطونيوس زوج فوستينا الكبرى خالة ماركوس. والذي كان من شروطه أن يتبنى أوريليوس ماركوس أوريليوس ولوسيوس فيروس، فأصبح ماركوس يُعرف باسم ماركوس أوريليوس أيليوس فيروس، ولوسيوس فيروس باسم لوسيوس أيليوس أوريليوس كوماندوس. وبطلب من هارديان تم عقد خطبة ماركوس على فوستينا ابنة أوريليوس. ويُقال بأن ماركوس استقبل حزيناً نبأ هارديان تبنيه له كجده. حيث رحل من منزل أمه إلى منزل هارديان الخاص مع عدم رغبته بذلك.
في وقت ما من عام 138م طلب هادريان في مجلس الشيوخ بإعفاء ماركوس من منصبه ككويستور قبل عيد ميلاده الرابع والعشرين. وقبل المجلس طلبه، وخدم ماركوس تحت يد أنطونيوس القنصل حتى عام 139م. غير تبني ماركوس مساره الوظيفي المعتاد لطبقته. فلو لم يُتبنى لكان على الأرجح سيصبح تريومفير مونيتاليس (باللاتينية: Triumvir Monetalis)، وتعنى بإدارة سك العملات وهي وظيفة ذات تقدير عالٍ، ومن بعدها كان بمقدوره أن يخدم كأطربون عسكري. ولكنه على الأرجح ابتغى السفر ومواصلة التعليم بدلًا من ذلك. وكما يتضح بأن ماركوس انعزل عن بقية المواطنين. ولكن كاتب سيرته يؤكد بأن شخصيته لم تتأثر؛ كان يبدي نفس الاحترام في علاقته عندما كان مواطنًا عاديًا، وكان معتنٍ ومقتصدًا لممتلكاته كما كان عندما عاش في منزل خاص.

### المهمات المدنية والعلاقات العائلية 127 م-136 م
في عام 127م عندما كان يبلغ 6 سنوات، انضم ماركوس إلى الإكوايتس بطلب من الإمبراطور هادريان. بالرغم من كون هذا غير مسبوق كلياً، وأن سبق وقد انضم أطفال من قبل، إلا أن ماركوس كان لا يزال صغيراً. كان هادريان يَكن الكثير من الحنية للطفل ماركوس، ولقبه بالحق الأعلى (باللاتينية: Verissimus).
ماركوس هو ابن اخت الأمبراطور (لاحقاً) انطونيوس بيوس. وبعد اعتلاء انطونيوس بيوس منصب الامبراطورية تبنى ماركوس الذي بات يعرف بماركوس ايليوس اوريليوس انطونيوس وزوّجه من ابنته عام 145. وعام 161 أصبح ماركوس امبراطوراً، وظل في الحكم حتى قتله ابنه كومودوس في فيينا (يندوبونا) عام 180، بعد حملة عسكرية قادها في شمال وسط أوروبا.

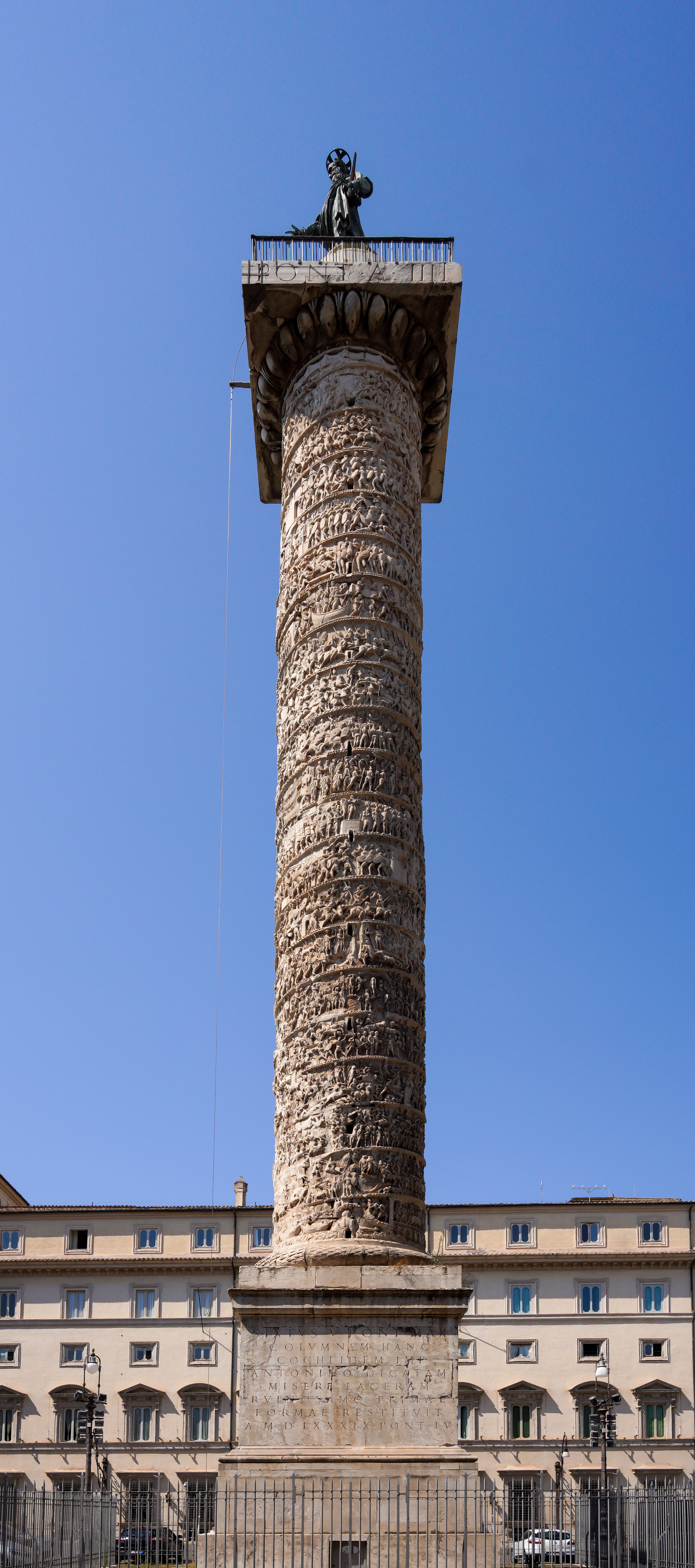
مسلة ماركوس بروما

طوال هذه الفترة خاض ماركوس اوريليوس حروب دفاعية عن أرجاء امبراطوريته الضخمة على الجبهتين الشمالية والشرقية، منها نجاح قواته في رد هجمات البارثيين الإيرانيين على اراضي سورية عام 166.وحافظ على سورية الرومانية كأهم مناطق الامبراطورية، وفي خضم همومه السلطوية والاستراتيجية كان مهتماً بالتشريع والقوانين واصول الإدارة. في سنة 166 م أرسل الإمبراطور الروماني ماركوس أوريليوس من مستعمرته في الخليج العربي مبعوثاً إلى الصين. ومن ناحية ثانية، برغم حرصه على الصالح العام الذي تجسد في اقدامه على بيع ممتلكاته الخاصة لتخفيف محنة مواطنيه من المجاعة والأوبئة وحدبه على الفقراء وتشييده المستشفيات والمياتم، فإنه ناهض المسيحية واعتبرها مصدر تهديد للامبراطورية.

## مؤلفاته
ان ماركوس اوريليوس خلّد اسمه بين الاباطرة العظام لسبب لا صلة مباشرة له بالسلطة. إذ أنه اشتهر بطول باعه في مضمار الفلسفة اليونانية، ووضع مؤلفاً باللغة اليونانية من 12 فصلا عرف بـ«التأملات»، يعد من أبرز آثار الفكر الفلسفي الرواقي، ويعرض إيمانه بأن الحياة الخلوقة السوية تفضي إلى السكينة والطمأنينة، ويشدد على فضائل الحكمة والعدالة والاعتدال والصلابة في المواقف.

## آثاره في ليبيا

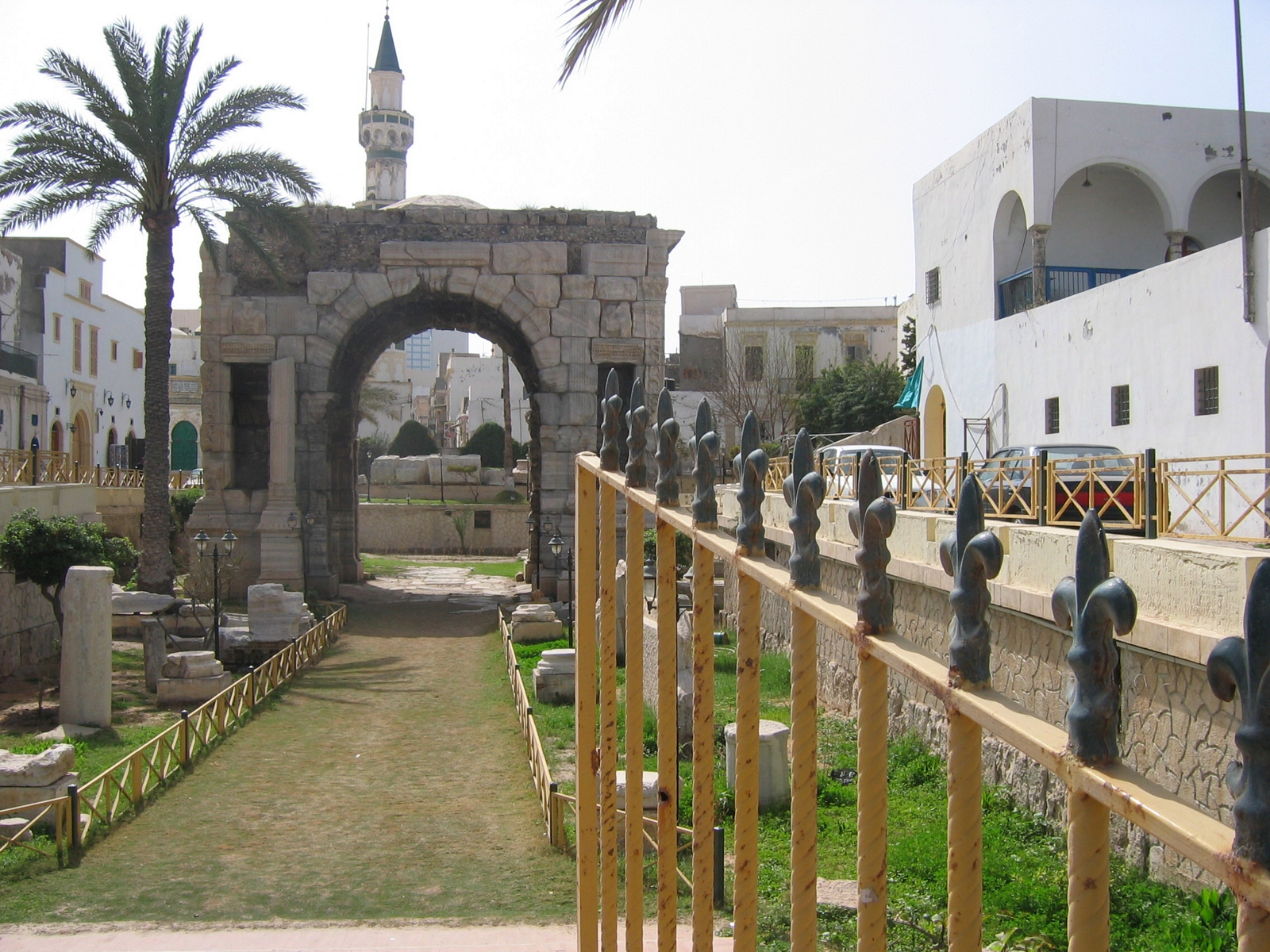
قوس ماركوس بطرابلس ليبيا

- قوس ماركوس اوريليوس (في العاصمة الليبية طرابلس -«أويا»)، في حي باب البحر. ويعتبر واحداً من الآثار الرومانية العديدة التي تزخر بها ليبيا شرقاً وغرباً، ولا سيما في شحات ولبدة الكبرى (لابتيس ماغنا) وصبراتة. ويرى الباحثون في التاريخ الفينيقي لليبيا أن اتجاهات أبواب قوس ماركوس اوريليوس تمثل اتجاهات المدينة الفينيقية القديمة التي اقيمت عليها مدينة رومانية في طرابلس.

## أفلام
فيلم جلادييتور "gladiator"بطوله راسل كرو"russell crowe" وهو من أشهر الافلام التي أنتجت بهذا الصدد
- The Fall of the Roman Empire, سقوط الإمبراطورية الرومانية (1964)، بطولة اليك غينيس Alec Guinness
- Richard Harris
- '"فيلم صمت الحملان. ساعد في انتشار مقولات ماركوس اوريليوس المقتبسة من كتابه ' تأملات:" عن أي شيء، ولا يسال 'ما هو في ذاته؟ ما هي طبيعته؟ "
- مسلسل roman empire من إنتاج شبكة «نتفلكس»